# Осокоровский сельский совет (Нововоронцовский район)
Осокоровский сельский совет (укр. Осокорівська сільська рада) — входит в состав
Нововоронцовского района
Херсонской области
Украины.
Административный центр сельского совета находится в 
с. Осокоровка
.

## История
- 1918 — дата образования.

## Населённые пункты совета
- с. Осокоровка